# 布魯克菲爾德 (麻薩諸塞州)
布魯克菲爾德（英語：Brookfield）是一個位於美國麻薩諸塞州烏斯特縣的鎮。

## 人口
根據2020年美國人口普查的數據，布魯克菲爾德的面積為42.90平方千米，當中陸地面積為40.20平方千米，而水域面積為0.70平方千米。當地共有人口3439人，而人口密度為每平方千米80人。